# Humaninterestjournalistiek
Humaninterestjournalistiek is binnen de journalistiek een term voor 'zacht nieuws'.
Waar bij 'hard nieuws' het nieuwsfeit belangrijk is, staat bij human interest de belangstelling van de lezer voorop. "Het is nieuws dat verbazing, vertedering, verwondering wekt, een glimlach losmaakt. De mate waarin dit wordt gehanteerd, hangt af van het medium. Zo maken kwaliteitskranten er minder gebruik van dan populaire bladen. Bij humaninterestonderwerpen is een aantal aspecten consequent terug te vinden: curiositeit, humor, vermaak, leeftijd, seks, avontuur en tragedie. In de massacommunicatie heet dit nieuws met onmiddellijke beloning. Typerend aan humaninterestjournalistiek is dat het onderwerp weinig moeite vergt van de ontvanger.